# Raymond West (litterär figur)
Raymond West är en fiktiv karaktär som förekommer eller nämns i flera av Agatha Christies romaner och noveller med Jane Marple.

## Översikt
Han är en välkänd författare och miss Marples systerson. Hans hustru Joan (född Lemprière), som är konstnär, är liksom maken sympatiskt inställd till Marple. I Miss Marples mysterier (1932) hette hans blivande hustru Joyce, inte Joan. Raymonds mor var en av tre systrar, där Marple var den äldsta och hans mor hade ytterligare en syster. Den andra systern hade en dotter, Raymonds kusin Mabel Denham, som anklagades för att ha mördat sin man Geoffrey (Sankte Pers tumavtryck).
Christie använder ibland karaktären Raymond West för att introducera den gamla damen från St. Mary Mead i de berättelser hon skriver. I vissa romaner kommer brorsonen för att ekonomiskt stödja sin moster Jane, som han hyser stor tillgivenhet för. Så är fallet i Ett karibiskt mysterium (1964), när han på rekommendation av St. Mary Meads läkare erbjuder henne en semester i soliga Karibien. På samma sätt var det Raymond som betalade för miss Marples vistelse på Bertrams hotell (1965), ett viktorianskt mecka i London. Detta är en möjlighet för den gamla damen att gå tillbaka i sin ungdoms fotspår och lösa ett nytt mysterium.
I romanen Spegeln sprack från kant till kant nämns Raymond när han anlitar miss Knight för att bo hos Miss Marple, efter att en attack av bronkit gjort henne mycket svag, och Dr Haydock sa att hon inte fick fortsätta att sova ensam i huset. Miss Marple nämner också att när hon bodde hos Raymond lade hon märke till att några av hans gäster verkade anlända med en hel del små flaskor med piller och tabletter, som de tar med sig till mat och dryck. Detta ger henne idén att någon kan lägga till något i en drink helt öppet utan att någon tänker två gånger på det.

## Tisdagsklubben
Liksom sin moster Jane gör Raymond West sitt första framträdande i Agatha Christies verk som medlem i Tisdagsklubben: en grupp på sex vänner som träffas sex tisdagar i rad hemma hos den gamla damen i St. Mary Mead för att försöka lösa sex oförklarliga mord. I tur och ordning kommer Sir Henry Clithering (en före detta Scotland Yard-kommissarie), Raymond West, Joyce Lemprière (en ung målare), Dr. Pender (en gammal pensionerad präst), Mr. Petherick (en advokat) och miss Marple att föreslå sina gåtor att lösa. Raymond West kommer att berätta historien om det spanska guldet, ett fall av ett skeppsbrott och en skatt som saknas utanför Cornwalls kust.
Miss Marple kommer att visa sig vara särskilt klarsynt när det gäller att lösa alla sex mysterierna. Tillsammans med sju andra utredningar publicerades de först gemensamt i juni 1932 i Storbritannien av Collins Crime Club i en samling med titeln Miss Marples mysterier..
Raymond är mycket fäst vid sin moster Jane men har inte mycket till övers för hennes detektivfärdigheter och skulle till och med ha en tendens att ifrågasätta hennes mentala skärpa, till skillnad från sin blivande fru Joyce Lempriere, som beundrar den gamla damen. Under den sista historien som berättas i samband med de vanliga tisdagskvällsmötena kommer Raymond att påpeka för henne att det är en sak hon inte vet. Den gamla damen rättade genast sin brorson och hävdade att hon mycket väl visste att han under kvällen hade friat till Joyce.

## Familj
Efter detta frieri i novellen Sankte Pers tumavtryck skulle Joyce Lempriere nu dyka upp i Agatha Christies verk som "Joan West", Raymond Wests legitima hustru. Paret bor i London och har två söner. Den äldste sonen David, som arbetade för British Railways, kunde hjälpa sin gammelmoster att lösa mysteriet med ett försvunnet lik genom att förse henne med växelplanen för tåglinjen från Paddington klockan 4.50 (4.50 från Paddington). Den yngsta Lionel brinner för filateli, en passion som han delade med sin gammelmoster och berättade för henne om sällsynta och dyra mynt som 1851 års Blue 2-centsfrimärke, som auktionerades ut och inbringade nästan 25 000 dollar. Minnet av denna historia gjorde det möjligt för Miss Marple att lösa ett fall av förlorad succession  (Miss Marple's Final Cases and Two Other Stories).
I romanen Miss Marples sista fall (1976) får läsaren veta att Joan West är kusin till Giles Reed, den nyblivna maken till den unga Gwenda Halliday-Reed, som har kommit från Nya Zeeland för att bosätta sig i Storbritannien. Under ett besök hos den senare gick Raymond West med sin familj till en teater i West End för en föreställning av The Tragedy of the Dutchess of Malfy, en elisabetansk tragedi av dramatikern John Webster. En sorti som kommer att besegla miss Marples inträde i romanen.
Joan West är också moster till Louise Oxley, en karaktär som förekommer i novellen En klenod till samlingen. Unga Louise kommer att följa med Raymond West och miss Marple för att lösa fallet.

## Lista över framträdande

### Noveller
- Tisdagsklubben
- Astartes tempel
- Spanskt guld
- Blodet på trottoaren
- Motiv kontra tillfälle
- Sankte Pers tumavtryck
- En klenod till samlingen

### Romaner
- Mordet i prästgården
- Bertrams hotell (nämns)
- Miss Marples sista fall

## Gestaltning

### TV
- Raymond medverkade i tre avsnitt av BBC:s Miss Marple-serie. Han spelades av David McAlister i Miss Marples sista fall och Trevor Bowen i Ett karibiskt mysterium och Spegeln sprack från kant till kant. Bowen skrev också många av avsnitten i serien.
- Richard E. Grant spelade Raymond i Nemesis i Agatha Christies Marple.

### BBC Radio
- Raymond Coulthard i The Case of the Perfect Maid
- Iwan Thomas i Ett karibiskt mysterium